# Daniël de Blieck
Pour les articles homonymes, voir Blieck.
Daniël de Blieck, né vers 1610 à Middelbourg et mort en 1673 dans la même ville, est un peintre néerlandais, dessinateur industriel et un architecte du siècle d'or néerlandais.

## Biographie
Vers 1648, Daniel de Blieck est entré dans la guilde à Middelbourg, pour lequel il a décoré le Livre des Privilèges. Il a passé quatre ans à l'étranger avant 1662. Certaines sources affirment qu'il était directeur de la Monnaie. Il a peint une quarantaine de tableaux sur le thème des intérieurs d'église.
Selon le Bénézit, il est mort et/ou inhumé le 6 mars 1673 à Middelbourg.

## Œuvres
- Intérieur d'église, 1654, huile sur bois, 123 × 88 cm, Musée des beaux-arts de Reims[2]